# Dwight Eisenhower

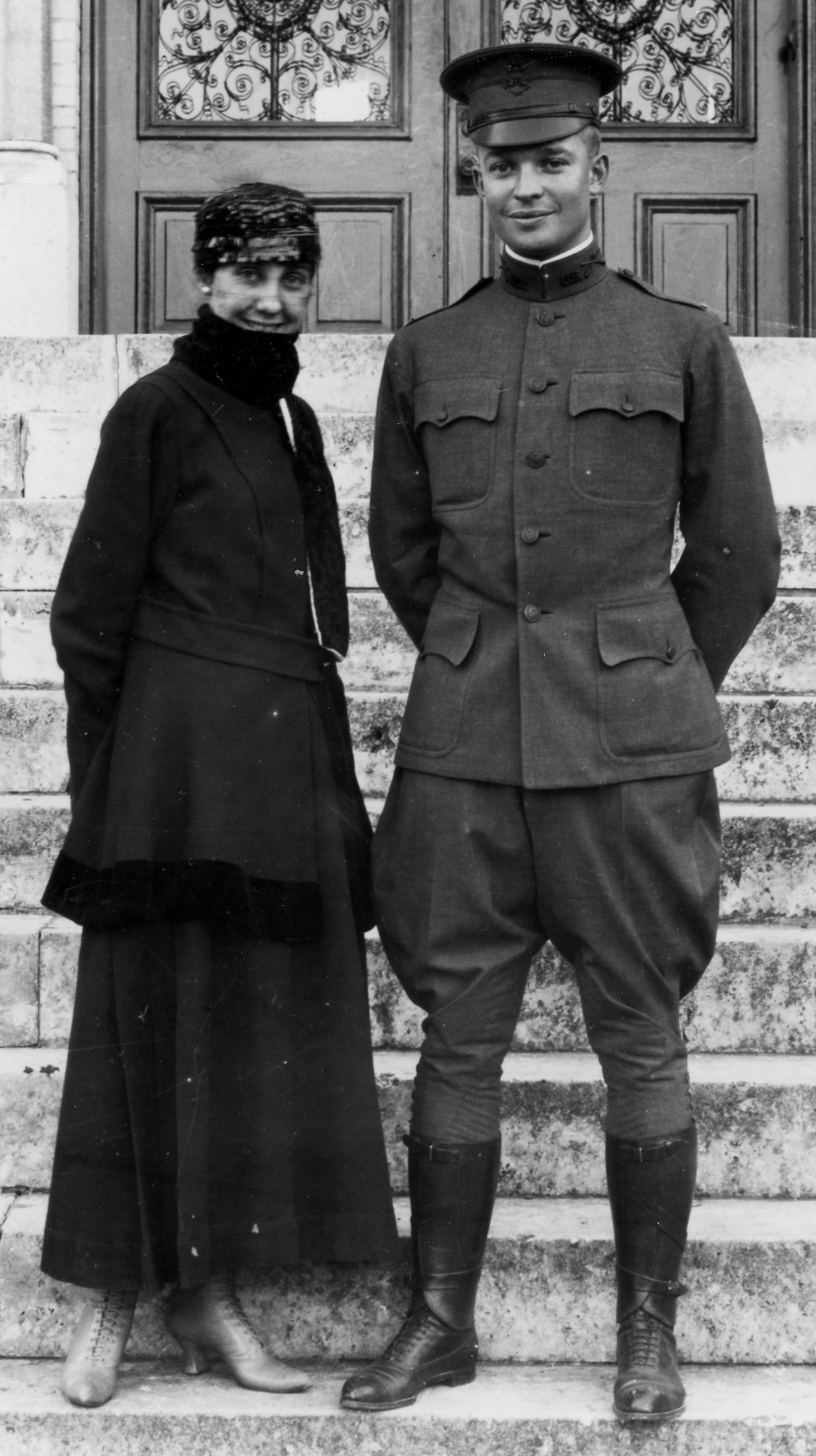
Eisenhower z żoną w San Antonio, 1916

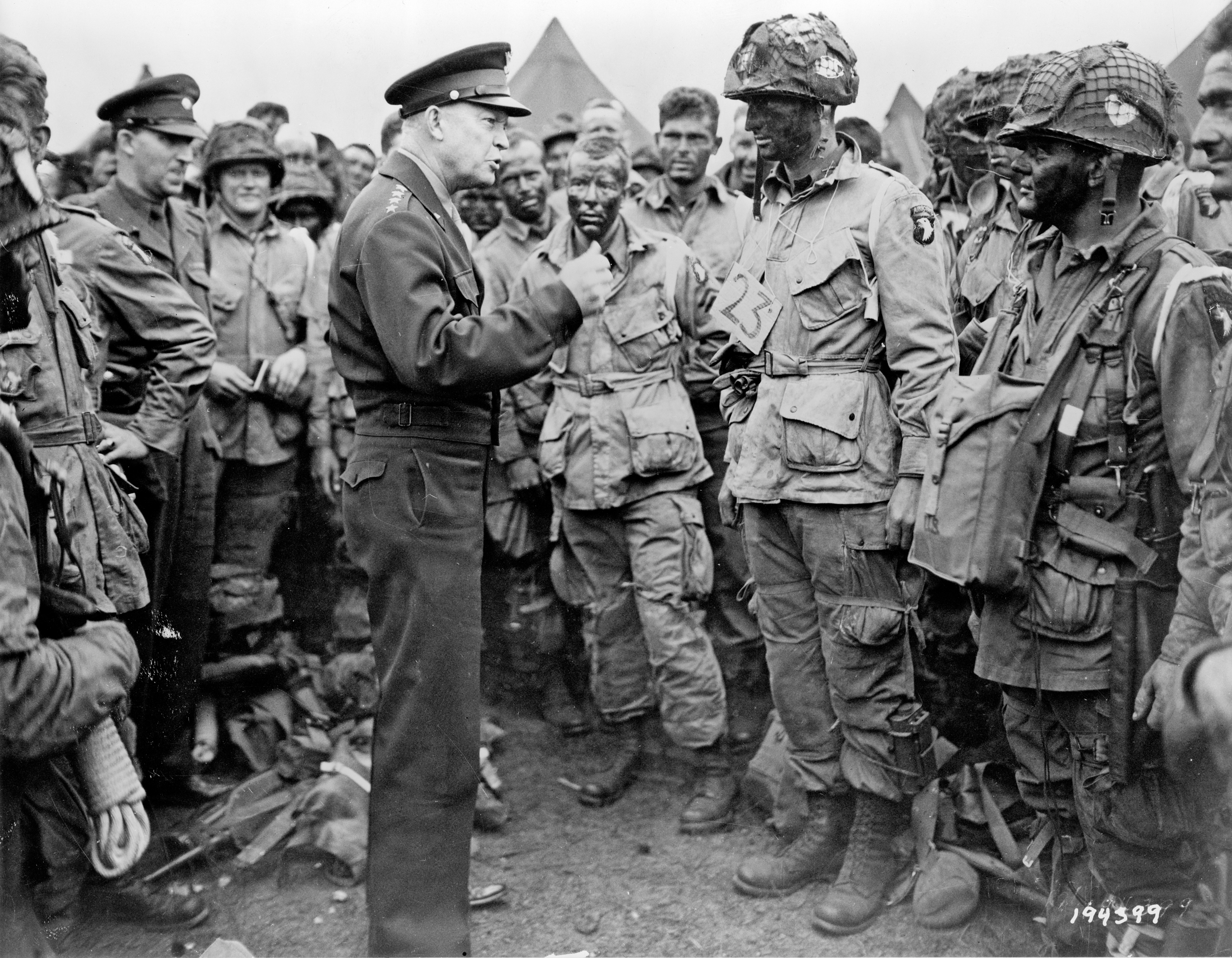
Gen. Dwight „Ike” Eisenhower z wizytą u żołnierzy z 502 pułku 101 DPD, 5 czerwca 1944

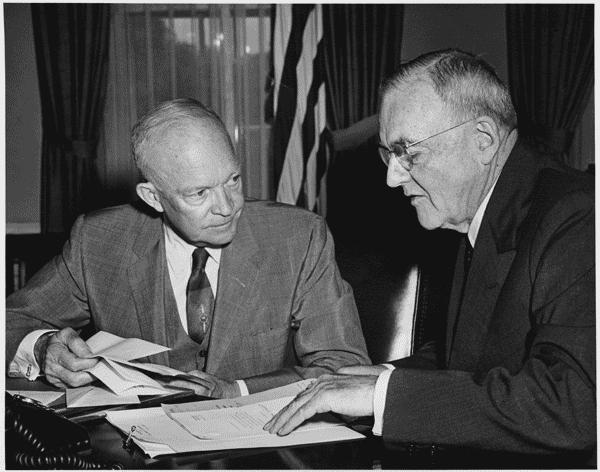
Dwight Eisenhower z sekretarzem stanu Johnem Dullesem

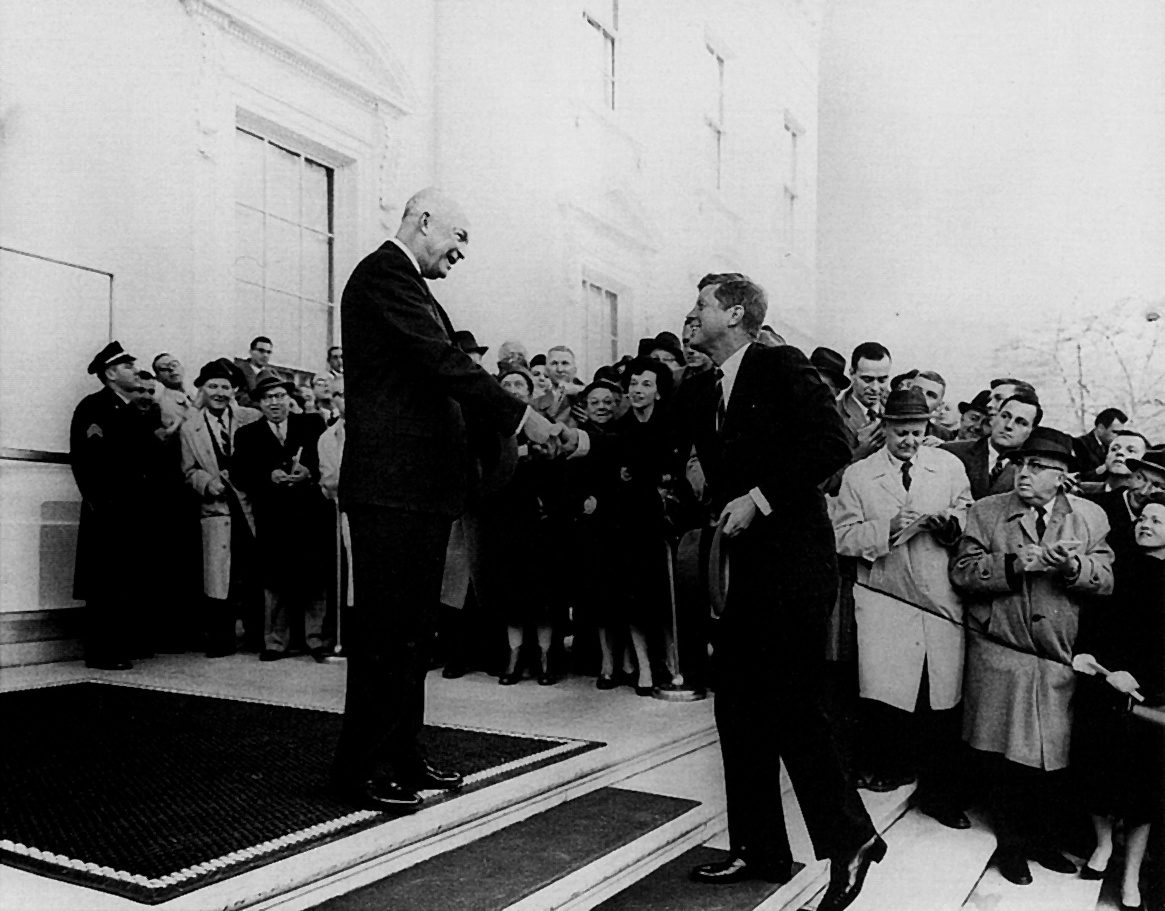
Dwight Eisenhower z prezydentem elektem Johnem Kennedym

Dwight David (zwany także Ike) Eisenhower (ur. 14 października 1890 w Denison, zm. 28 marca 1969 w Waszyngtonie) – amerykański dowódca wojskowy, 34. prezydent Stanów Zjednoczonych (1953–1961).
Generał armii Stanów Zjednoczonych, uczestnik II wojny światowej, Naczelny Dowódca Alianckich Ekspedycyjnych Sił Zbrojnych (1943–1945), polityk.

## Dzieciństwo i młodość
David Dwight Eisenhower urodził się 14 października 1890 roku w Dennison, jako syn Davida Jacoba i Idy Elizabeth Eisenhowerów. Odwrócił jednak kolejność swoich imion na Dwight David, a prywatnie nazywany był „Ike”. Jego bratem był Milton Eisenhower. W młodości mieszkał w Abilene, gdzie w 1909 roku ukończył szkołę średnią. Dwa lata później wstąpił do Akademii West Point, którą ukończył po czterech latach w stopniu podporucznika.

## Kariera wojskowa
Po ukończeniu szkoły wojskowej został przydzielony do Fort Sam Houston w San Antonio. W czasie I wojny światowej nie został skierowany na front. W 1922 roku służył pod dowództwem generała Foxa Connera w strefie Kanału Panamskiego, który zachęcił go do pogłębienia wiedzy wojskowej. Z tego powodu, w 1925 roku podjął studia w Akademii Sztabu Generalnego w Fort Leavenworth, które ukończył po roku. Już wówczas Departament Wojny zwrócił na niego uwagę, kierując go do Army War College, a następnie do Army Industrial College. W 1935 roku rozpoczął służbę pod generałem Douglasem MacArthurem na Filipinach (samemu mając stopień majora). W 1940 roku powrócił do kraju, a rok później otrzymał awans na generała brygady.
Po ataku na Pearl Harbor Eisenhower rozpoczął pracę w sztabie generała George’a Marshalla. 25 czerwca 1942 mianowano go dowódcą frontu europejskiego, a 8 listopada – dowódcą sił alianckich w śródziemnomorskim teatrze działań wojennych. Udane operacje w Afryce Północnej, na Sycylii i we Włoszech sprawiły, że w wigilię Bożego Narodzenia 1943 został mianowany naczelnym dowódcą alianckich wojsk ekspedycyjnych i powierzono mu zwierzchnictwo planowanego lądowania w Normandii. Sukcesy na froncie europejskim spowodowały zainteresowanie Eisenhowerem obu głównych partii politycznych. Mimo to kontynuował on swoją karierę wojskową dowodząc wojskami okupacyjnymi w Europie oraz szefując sztabowi wojsk lądowych. W 1945 w Moskwie spotkał się z Józefem Stalinem. Po spotkaniu, na konferencji prasowej powiedział Nie widzę w przyszłości niczego, co mogłoby uniemożliwić Rosji i Stanom Zjednoczonym stać się jak najbliższymi przyjaciółmi. W 1947 został szefem sztabu połączonych sił zbrojnych USA. 7 lutego 1948 odszedł na wojskową emeryturę, lecz trzy lata później został przywrócony do czynnej służby przez prezydenta Harry’ego Trumana. Eisenhower otrzymał wówczas zadanie organizacji sił zbrojnych NATO.
Zbliżające się wybory prezydenckie w 1952 roku ujawniły ponowne zainteresowanie Eisenhowerem bossów partyjnych. Generał nie przynależał do żadnej partii, lecz jego konserwatywne poglądy gospodarcze bardziej pasowały do Partii Republikańskiej. Eisenhower przyjął propozycję rywalizacji o nominację, za głównego przeciwnika mając senatora Roberta Tafta. 30 maja 1952 roku ponownie odszedł ze służby wojskowej, przekazując dowództwo wojsk NATO generałowi Matthew Ridgwayowi. Kontrkandydatem Eisenhowera z Partii Demokratycznej był Adlai Stevenson. W głosowaniu powszechnym republikanin zdobył niespełna 34 miliony głosów, wobec nieco ponad 27 milionów dla demokraty. Jeszcze przed zamknięciem punktów wyborczych prognoza komputera UNIVAC I przewidziała zwycięstwo Eisenhowera. W Kolegium Elektorów, Eisenhower uzyskał 442 głosy, przy 89 dla Stevensona. Został zaprzysiężony 20 stycznia 1953 roku, przez prezesa Sądu Najwyższego Fredericka Vinsona.

### Awanse
- kadet, United States Military Academy: 14 czerwca 1911
- podporucznik Regular Army – 12 czerwca 1915
- porucznik Regular Army: 1 lipca 1916
- kapitan Regular Army: 15 maja 1917
- major National Army – 17 czerwca 1918
- podpułkownik National Army – 20 października 1918
- kapitan Regular Army – 30 czerwca 1920 (przywrócony do stopnia czasu pokoju)
- major Regular Army – 2 lipca 1920
- kapitan Regular Army – 4 listopada 1922 (zwolniony w stopniu majora i ponownie powołany w stopniu kapitana z powodu redukcji Sił Zbrojnych)
- major Regular Army – 26 sierpnia 1924
- podpułkownik Regular Army – 1 lipca 1936
- pułkownik Army of the United States – 6 marca 1941
- generał brygadier Army of the United States: 29 września 1941
- generał major Army of the United States: 27 marca 1942
- generał porucznik Army of the United States: 7 lipca 1942
- generał Army of the United States: 11 lutego 1943
- generał brygadier Regular Army: 30 sierpnia 1943 (jako stały stopień czasu pokoju)
- generał major Regular Army: 30 sierpnia 1943 (jako stały stopień czasu pokoju)
- generał armii – 20 grudnia 1944; na stałe w regularnej armii – 11 kwietnia 1946

## Prezydentura

### Pierwsza kadencja
W gabinecie Eisenhowera, pierwszym republikańskim rządzie od czasów Hoovera (20 lat wcześniej), znaleźli się m.in.: Sherman Adams – szef personelu Białego Domu, koordynujący relacje prezydenta i gabinetu, Charles Wilson – sekretarz obrony i John Foster Dulles – sekretarz stanu. Jedną z pierwszych decyzji jaką musiał podjąć nowy prezydent była sprawa trwającej wojny na Półwyspie Koreańskim. Jeszcze przed zaprzysiężeniem, na przełomie listopada i grudnia 1952 roku udał się do Korei Południowej, a po powrocie spotkał się z generałem Douglasem MacArthurem. Generał był gorącym zwolennikiem użycia bomby atomowej w konflikcie koreańskim, jednak został zdymisjonowany jeszcze przez Harry’ego Trumana. Eisenhower był umiarkowanym zwolennikiem użycia broni jądrowej, co rozważano na posiedzeniach Krajowej Rady Bezpieczeństwa w 1953 roku. Ostatecznie 26 lipca strony konfliktu podpisały rozejm, mimo sprzeciwów prezydenta Korei Południowej Rhee Syng-mana. Mimo to, prezydent wyrażał opinię, że broń atomowa jest bardziej skuteczna od konwencjonalnej i nakazał rozbudowę arsenału jądrowego. Przez osiem lat jego prezydentury liczba głowic nuklearnych wzrosła z 1000 do 18 000. Rozważał ewentualne ich użycie na Półwyspie Koreańskim (w wypadku złamania warunków rozejmu) i podobne stanowisko miał względem Chińskiej Republiki Ludowej. Pod koniec 1954 roku władze chińskie atakowały wyspy Kinmen i Mazu Liedao, gdzie rezydował Czang Kaj-szek, przywódca Tajwanu. Na początku 1955 wysłał wojska do Cieśniny Tajwańskiej, uważając, że stając przeciwko ChRL uchroni Azję Południowo-Wschodnią, Japonię i Filipiny przed komunizmem.
Jeszcze nie będąc prezydentem, w 1950 roku, Eisenhower był zwolennikiem remilitaryzacji Niemiec w ramach NATO. Stanowisko to poparł rok później, gdy przybył do Frankfurtu, a także w styczniu 1953, w korespondencji z kanclerzem Konradem Adenauerem. Poparł tam propozycję pomysłu Europejskiej Wspólnoty Obronnej, układy bońskie i paryskie i zalecił Bundestagowi ich ratyfikację.
Dział polityki zagranicznej prowadził przede wszystkim sekretarz stanu John Dulles. Był on zwolennikiem agresywnego kursu wobec komunizmu i Związku Radzieckiego. Mimo to, prezydent był zainteresowany rozmowami z ZSRR i w tym celu, w lipcu 1954 roku, udał się na konferencję do Genewy. Zaproponował tam, by oba mocarstwa wymieniły się planami wojskowymi i stosowały się do polityki „otwartego nieba”. Strona radziecka odrzuciła tę propozycję, uznając ją za próbę szpiegostwa. Poruszono tam także problem podzielonych Niemiec, które zdaniem Eisenhowera powinny mieć możliwość przystąpienia do Paktu Północnoatlantyckiego po zjednoczeniu. Podkreślił jednocześnie suwerenne prawo ZSRR do domagania się gwarancji bezpieczeństwa. Pomimo prób kompromisu, na konferencji nie udało się dojść do porozumienia w sprawie Niemiec, ani w kwestii bezpieczeństwa Europy. Ponowne spotkanie Eisenhowera z I sekretarzem KPZR Nikitą Chruszczowem odbyło się pięć lat później w Camp David, które doprowadziło do lekkiego polepszenia wzajemnych stosunków i ustalenia, że kwestia niemiecka będzie omówiona na szczycie w Paryżu w 1960 roku. Do ponownego spotkania przywódców jednak nie doszło.
W zakresie polityki wewnętrznej, 17 maja 1954 roku zapadł istotny wyrok Sądu Najwyższego w sprawie desegregacji rasowej. Orzeczenie głosiło, że podział rasowy w szkołach publicznych jest sprzeczny z Konstytucją. Trzy lata później, gubernator Arkansas wezwał Gwardię Narodową, by uniemożliwić czarnoskórym uczniom wejście do szkoły średniej w Little Rock. Wówczas Eisenhower wysłał spadochroniarzy, a Gwardię Narodową poddał ścisłej kontroli federalnej. Wojsko umożliwiło dzieciom wejście do szkoły. Pomimo że prezydent nigdy publicznie nie poparł stanowiska Sądu Najwyższego, to powołał Komisję Praw Obywatelskich, której zadaniami było pilnowanie nowego prawa o desegregacji.
W sierpniu 1956 roku odbyła się konwencja Partii Republikańskiej w San Francisco przed zbliżającymi się wyborami prezydenckimi. Eisenhower oświadczył, że chce ubiegać się o reelekcję i delegaci nominowali go w pierwszym głosowaniu przez aklamację. Kontrkandydatem z Partii Demokratycznej był ponownie Adlai Stevenson. Urzędujący prezydent otrzymał 35,5 miliona głosów w głosowaniu powszechnym, czyli o 10 milionów więcej od głównego rywala. W Kolegium Elektorów kandydat republikanów zdobył 457 głosów, co stanowiło około 86%.

### Druga kadencja
W 1956 doszło do agresji Wielkiej Brytanii, Francji i Izraela na Egipt. Dzięki głosowaniu w ONZ, potępiającym strony atakujące, udało się zahamować wojnę sueską. 5 stycznia 1957, w przemówieniu do Kongresu, prezydent wygłosił tezy będące podstawą doktryny zwanej później „doktryną Eisenhowera”. Podkreślił, że w rejonie Kanału Sueskiego znajduje się 2/3 znanych zasobów ropy naftowej, przez co stanowi on podstawowe znaczenie dla dobrobytu Europy i Bliskiego Wschodu. Potępił także agresorów, zwłaszcza Izrael. Stwierdził także, że państwa Bliskiego Wschodu są zagrożone komunizacją ze strony Związku Radzieckiego i trzeba podjąć kroki zapobiegawcze. Prezydent przedstawił cztery propozycje: przystąpienie USA do pomocy krajom bliskowschodnim, zgoda Kongresu na pomoc militarną, skierowanie wojsk do państw Bliskiego Wschodu, które będą walczyć z krajem komunistycznym oraz przeznaczenie 200 milionów dolarów rocznie na wsparcie militarne. Zdaniem sekretarza stanu, propozycje prezydenta stanowią kontynuację doktryny Trumana, planu Marshalla i Paktu Północnoatlantyckiego. W ramach nowej doktryny, w lipcu 1958 Stany Zjednoczone wysłały piechotę morską do Libanu. Eisenhower utrzymywał, że dokonał tego na prośbę prezydenta Kamila Szamuna.
Gdy rewolucja kubańska zwyciężyła dyktaturę Fulgencia Batisty, rząd amerykański chciał podporządkować nowe władze wpływom USA. Kiedy się to nie udało, Eisenhower zerwał stosunki dyplomatyczne z Kubą i przygotował operację wojskową, dokonaną przez Centralną Agencję Wywiadowczą w kwietniu 1961, czyli trzy miesiące po ustąpieniu gabinetu republikanów.
Z uwagi na przełamanie amerykańskiego monopolu termojądrowego przez ZSRR (1953), wystrzelenie pierwszego sztucznego satelity (Sputnika 1 w 1957) i wysłania w kosmos pierwszego człowieka (Jurija Gagarina w 1961), Amerykanie uświadomili sobie, że ich terytorium nie jest już nienaruszalne. Dlatego też w latach pięćdziesiątych stosowali oni politykę „zmasowanego odwetu”, która polegała na użyciu całego arsenału atomowego w dowolnym kraju na świecie, który padł ofiarą agresji państwa komunistycznego. Rozwój radzieckich programów przenoszenia głowic jądrowych, zmusił USA do zmiany strategii na politykę „elastycznego reagowania”, która zakładała, że w przypadku konfliktu państwa NATO z państwem Układu Warszawskiego, należy w pierwszej kolejności użyć wyłącznie broni konwencjonalnej. Dopiero w przypadku braku jej skuteczności i kontynuacji działań wojennych, można przekroczyć próg atomowy i użyć broni jądrowej.
W 1958 roku prezydent powołał Krajową Agencję Aeronautyki i Przestrzeni Kosmicznej. Powołał także Departament Zdrowia, Oświaty i Świadczeń Socjalnych. W pierwszym kwartale 1959 roku do Stanów Zjednoczonych dołączono Alaskę oraz Hawaje, przez co państwo liczyło łącznie 50 stanów.

## Emerytura i śmierć
Po opuszczeniu Białego Domu, powrócił na farmę nieopodal Gettysburga. 4 marca 1961 przywrócono mu stopień generała pięciogwiazdkowego. W latach 60. skupił się na pisaniu swoich pamiętników. Podupadł wówczas na zdrowiu, doznając kilku ataków serca. Zmarł 28 marca 1969 roku w Waszyngtonie.

## Zdrowie
Jesienią 1955 roku Eisenhower doznał zawału serca, przebywając w Denver. Zmusiło go to do miesięcznej hospitalizacji, która zapoczątkowała dyskusję nad tymczasowym przejęciem obowiązków prezydenckich. Doprowadziło to do uchwalenia XXV poprawki do Konstytucji, która weszła w życie w 1967 roku. W czerwcu 1956, na krótko przed konwencją republikańską, ponownie zachorował i musiał poddać się operacji jelit. W listopadzie następnego roku przeszedł udar mózgu, który spowodował, że przez pewien czas prezydent miał kłopoty z pamięcią i z mówieniem. Po niedługim czasie powrócił jednak do pełnej sprawności.

## Życie prywatne
Dwight Eisenhower poślubił Mary Genevieve Doud 1 lipca 1916 roku. Para miała dwóch synów: Davida Dwighta (ur. 1917) i Johna Sheldona (1922–2013).

## Ordery i odznaczenia
- Distinguished Service Medal – pięciokrotnie (1922, 1943, 1945, 1948, 1952)
- Navy Distinguished Service Medal (1947)
- Legia Zasługi (Legion of Merit, 1943)
- Mexican Border Service Medal (1918)
- World War I Victory Medal (1918)
- American Campaign Medal (1947)
- European-African-Middle Eastern Campaign Medal (1947)
- World War II Victory Medal (1947)
- American Defense Service Medal (1947)
- Army of Occupation Medal (1947)
- National Defense Service Medal – dwukrotnie
- Krzyż Wielki Orderu Wyzwoliciela San Martina (1950, Argentyna)
- Wielka Gwiazda Odznaki Honorowej za Zasługi dla Republiki Austrii (1965)
- Wielka Wstęga Orderu Leopolda (1945, Belgia)
- Krzyż Wojenny z brązową palmą (1945, Belgia)
- Krzyż Wielki Orderu Krzyża Południa (1946, Brazylia)
- Krzyż Wielki Orderu Zasługi Wojskowej (1956, Brazylia)
- Krzyż Wielki Orderu Zasługi Lotniczej (Brazylia)
- Medal Wojenny (Brazylia)
- Krzyż Wielki Orderu Zasługi (1947, Chile)
- Wielka Wstęga Specjalna Orderu Chmury i Sztandaru (1947, Chiny)
- Krzyż Wielki Orderu Lwa Białego (1945, Czechosłowacja)
- Złota Gwiazda Czechosłowackiego Wojskowego Orderu Lwa Białego „Za zwycięstwo” (1945, Czechosłowacja)
- Krzyż Wojenny Czechosłowacki 1939 (1945, Czechosłowacja)
- Order Słonia (Elefantordenen, 1945, Dania)[26]
- Order Izmaila (1947, Egipt)
- Order Abdon Calderón I klasy (Ekwador)
- Order Salomona (1948, Etiopia)
- Order Królowej Saby (1954, Etiopia)
- Wielki Łańcuch Orderu Sikatuny (1960, Filipiny)
- Chief Commander Legii Honorowej (1961, Filipiny)
- Distinguished Service Star (1939, Filipiny)
- Krzyż Wielki Orderu Legii Honorowej (Grand Croix Légion d’honneur, 1943, Francja)
- Order Wyzwolenia (Ordre de la Libération, 1945, Francja)
- Medal Wojskowy (1952, Francja)
- Krzyż Wojenny z brązową palmą (Croix de Guerre, 1943, Francja)
- Krzyż Wielki Orderu Zbawiciela (1952, Grecja)
- Krzyż Wielki Orderu Jerzego I (1946, Grecja)
- Krzyż Wielki Narodowego Orderu Honoru i Zasługi (1945, Haiti)
- Krzyż Wielki Orderu Lwa Niderlandzkiego (Ridder Grootkruis Orde van de Nederlandse Leeuw, 1945, Holandia)
- Order Chryzantemy (1960, Japonia)
- Krzyż Wielki Orderu Korony Dębowej (1945, Luksemburg)
- Medal Wojskowy (3 sierpnia 1945, Luksemburg)
- Krzyż Wojenny (1945, Luksemburg)
- Order Mohammediya (1957, Maroko)
- Wielka Wstęga Orderu Alawitów (1943, Maroko)
- Łańcuch Orderu Orła Azteckiego (1946, Meksyk)
- Krzyż Wielki Orderu Świętego Olafa (1946, Norwegia)
- Komandoria z Gwiazdą Orderu Świętego Olafa (1945, Norwegia)
- Order Pakistanu (Niszan-i-Pakistan, 1957, Pakistan)
- Krzyż Wielki Orderu Vasco Núñeza de Balboa (1946, Panama)
- Złoty Łańcuch Orderu Manuela Amadora Guerrero (1956, Panama)
- Krzyż Srebrny Orderu Virtuti Militari (16 grudnia 1944, Rząd RP na Obczyźnie)[27]
- Krzyż Wielki Orderu Odrodzenia Polski (18 maja 1945, Polska)
- Order Krzyża Grunwaldu I klasy (7 września 1945, Polska – uchwała KRN)[28][29]
- Order Domowy Chakri (1960, Tajlandia)
- Order Iftikhar (Tunezja)
- Krzyż Wielki Orderu Łaźni (Grand Cross Order of the Bath, 1943, Wielka Brytania)
- Order Zasługi (Order of Merit, 1945, Wielka Brytania)
- Africa Star z klamrami „8th Army” i „1st Army” (1943, Wielka Brytania)
- Wielki Krzyż Orderu Wojskowego Włoch (Cavaliere di Gran Croce Ordine militare d’Italia, 1947, Włochy)
- Order „Zwycięstwo” (Орден «Победа», 1945, ZSRR)[30]
- Order Suworowa I klasy (1944, ZSRR)
- Krzyż Wielki z Mieczami Orderu Zasługi Zakonu Kawalerów Maltańskich (1952)